# 帕帕姆佩塔
帕帕姆佩塔（Papampeta），是印度安得拉邦Anantapur县的一个城镇。总人口9308（2001年）。

## 人口
该地2001年总人口9308人，其中男性4945人，女性4363人；0—6岁人口1129人，其中男571人，女558人；识字率59.84%，其中男性为68.33%，女性为50.22%。